# Sint-Martinuskerk (Linz am Rhein)
De parochiekerk Sint-Martinus (Duits: St. Martin) is een rooms-katholieke kerk in Linz am Rhein.

## Bouw
In het jaar 1206 werd de Sint-Martinuskerk gesticht door aartsbisschop Jan van Trier. Volgens niet geheel zekere bronnen werd de kerk op 24 augustus 1214 gewijd. Vast staat echter dat de kerk in het eerste deel van de 13e eeuw werd voltooid. Het grootste deel van de westelijke toren en het onderste deel van het middenschip werden in de jaren 1206-1214 in romaanse stijl gebouwd. De galerijen met de spitsbogen, de zijschepen, de bovenste verdieping van de toren en het koor werden na een verbouwing in 1230-1240 in vroeg-gotische stijl gebouwd. De laat-romaanse muurschilderingen uit 1230 werd in de barokke periode overgeschilderd maar in 1861 herontdekt en veiliggesteld in 1992. Rond 1500 vond een laatgotische verbouwing plaats. De kerk kreeg stergewelven, de zijbeuken werden vergroot, ramen werden gewijzigd en de toren kreeg een spits.

## Muurschilderingen
Aan de muren van het middenschip bevinden zich monumentale muurschilderingen uit de 11e eeuw. Op de noordelijke zijde zijn boven de pilaren vrouwelijke heiligen afgebeeld: Sint-Ursula en de drie vrouwelijke noodhelpers Sint-Margaretha, Sint-Catharina en Sint-Barbara. De zuidelijke muur heeft muurschilderijen van mannelijke heiligen: Sint-Jacobus, Sint-Petrus en Sint-Maarten. De muurschilderingen op de westelijke orgelgalerij geven scènes van de geboorte van Jezus weer. De Nicolaasgalerij ontleent zijn naam aan de heilige Nicolaas die op een muurschildering geld geeft aan drie vrouwen.

## Interieur
Naast de muurschilderingen bezit de kerk talrijke voorwerpen.
- In het koor bevindt zich naast het 20e-eeuwse altaar een 16e-eeuws sacramentshuis.
- Het Triomfkruis boven het altaar is afkomstig uit de Abdij Maria Laach. Op de achterzijde van het kruis bevindt zich een kostbaarheid met edelstenen die de stigmata van Christus symboliseren.
- Het stergewelf telt veel fraaie sluitstenen.
- In de Sint-Sebastiaankapel staat een 16e-eeuws doopvont.
- In het zuidelijk zijschip bevindt zich (onder de Nicolaasgalerij) het schilderij "Gnadenstuhl" uit 1461.
- Op het Nicolaasaltaar (zuidelijke galerij) bevindt zich een kleurrijk, laatgotisch houten beeld van de heilige Nicolaas.
- Het Maria-altaar in het noordelijk zijschip heeft een beeld Madonna Immaculata dat afkomstig is van het voormalige barokke hoogaltaar. Na de restauratie ervan in 2005 werd het boven het zijaltaar geplaatst[1].

## Afbeeldingen

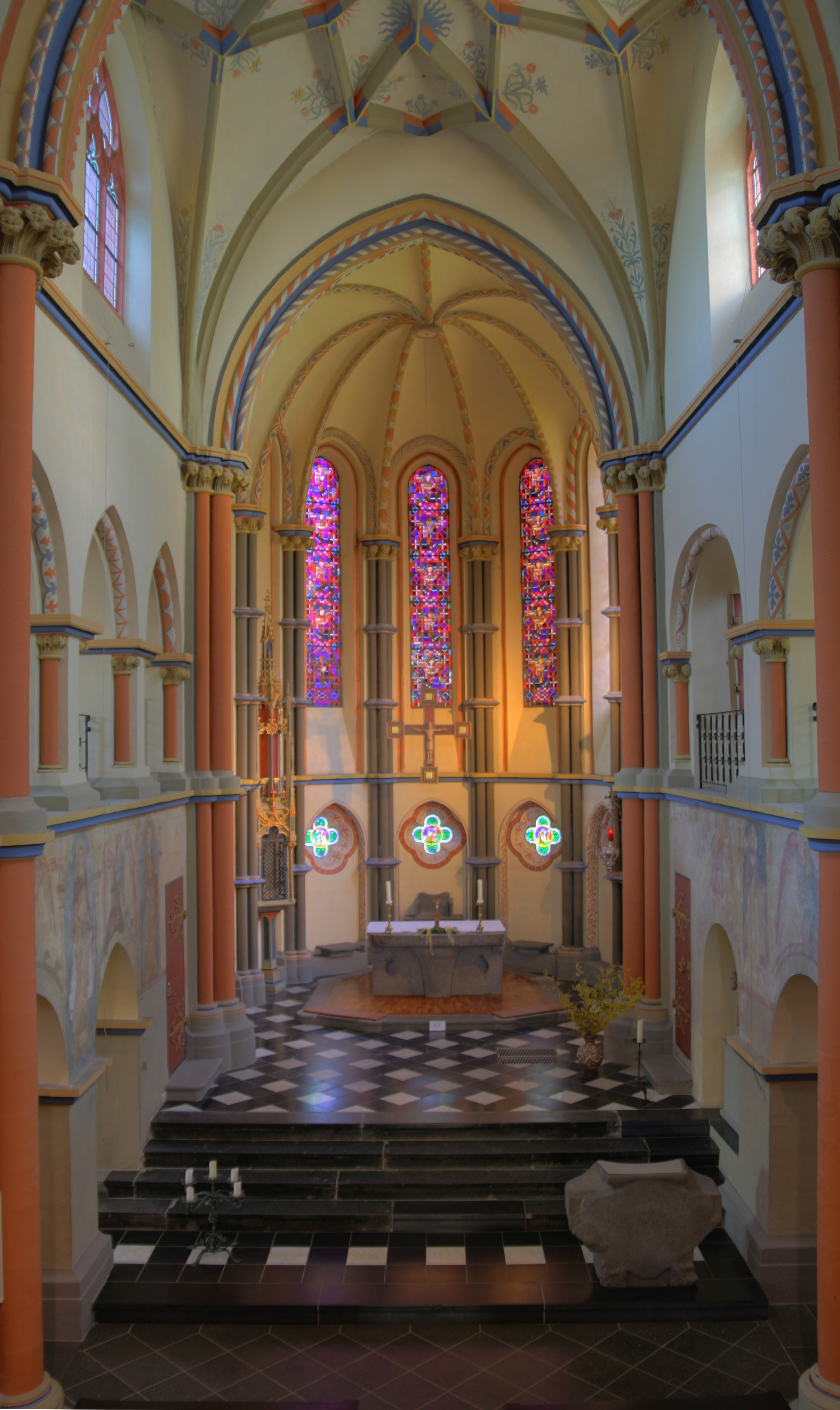
Interieur
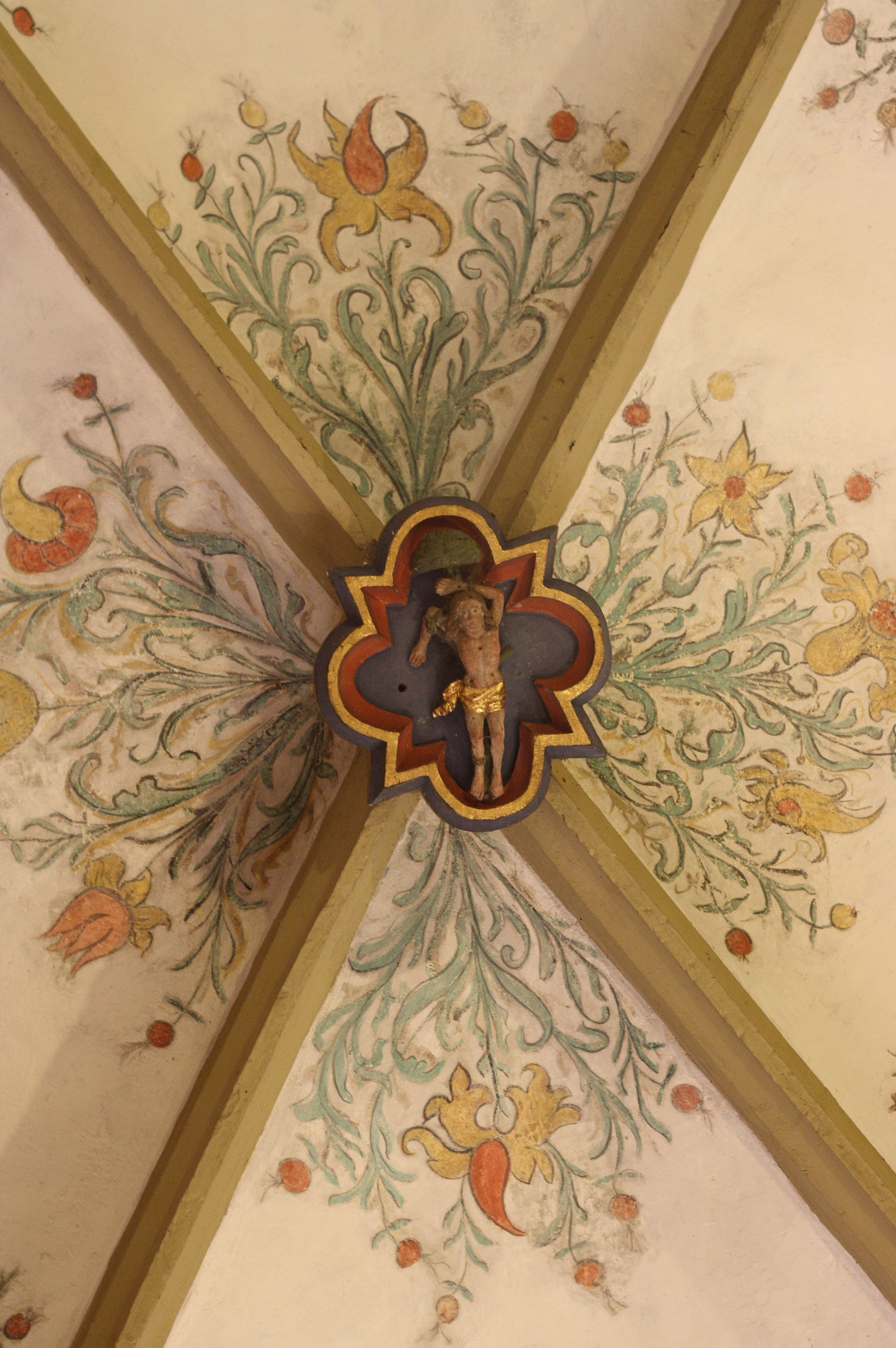
Sltuisteen van de heilige Sebastiaan
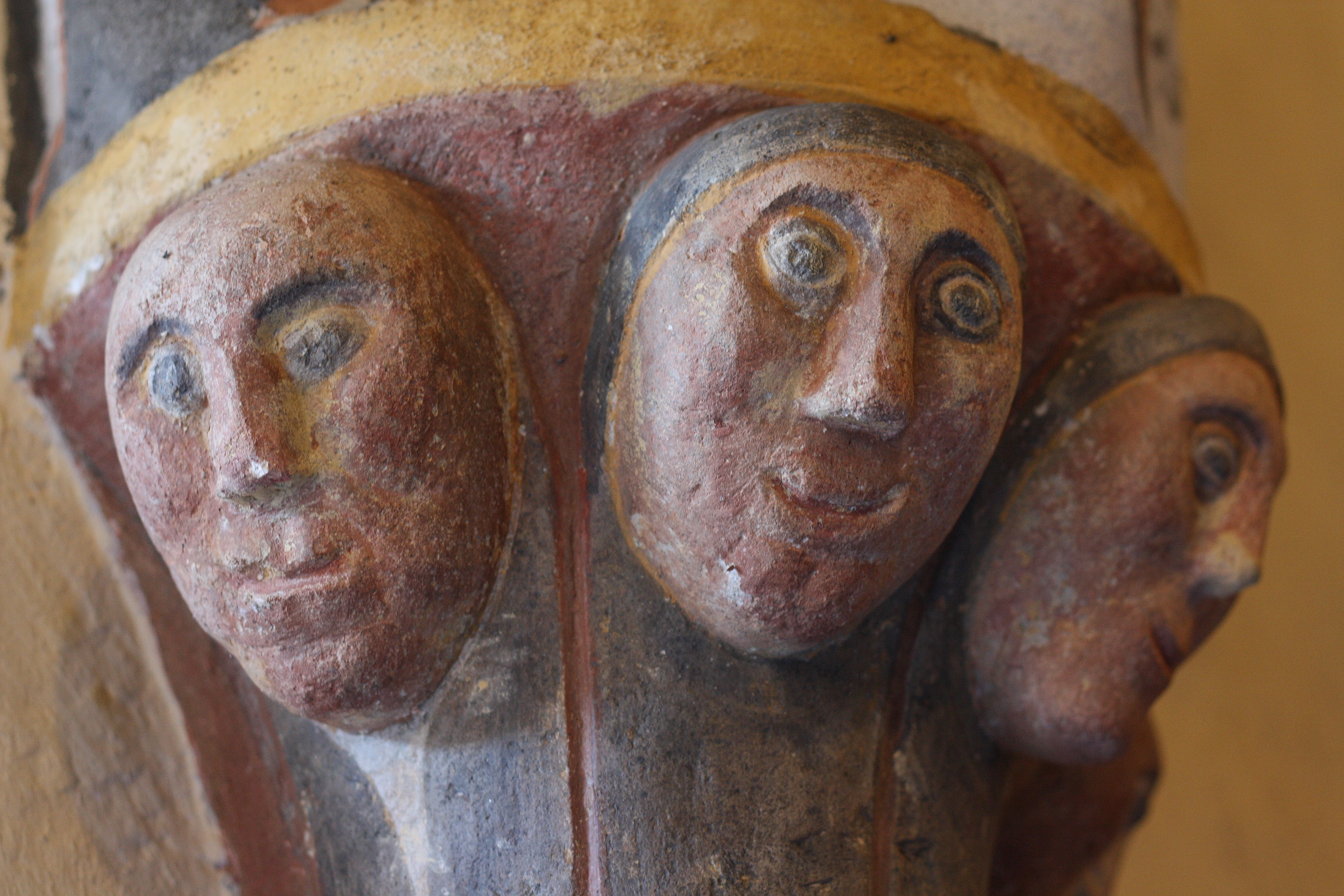
Console
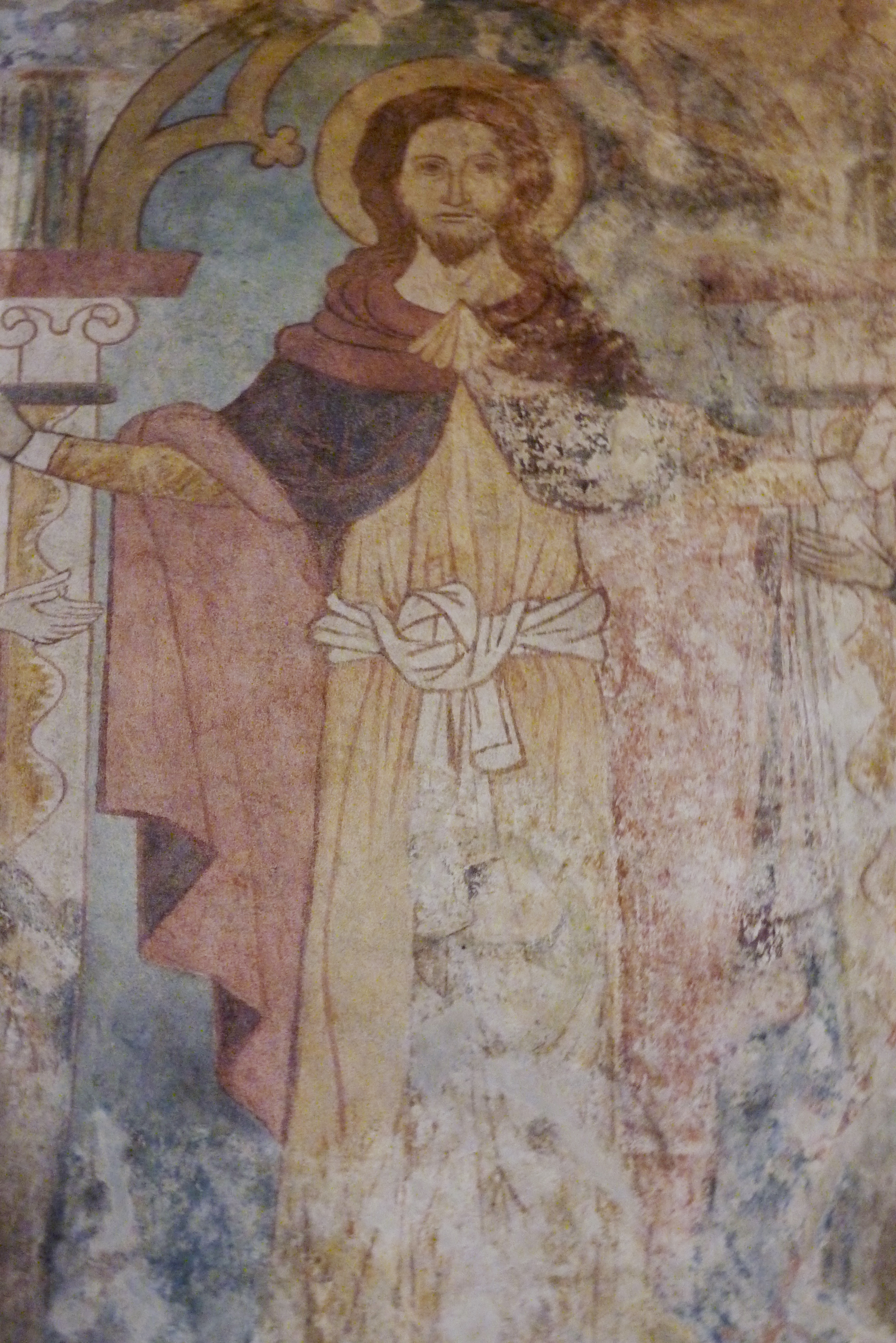
Muurschildering apostel Jacobus
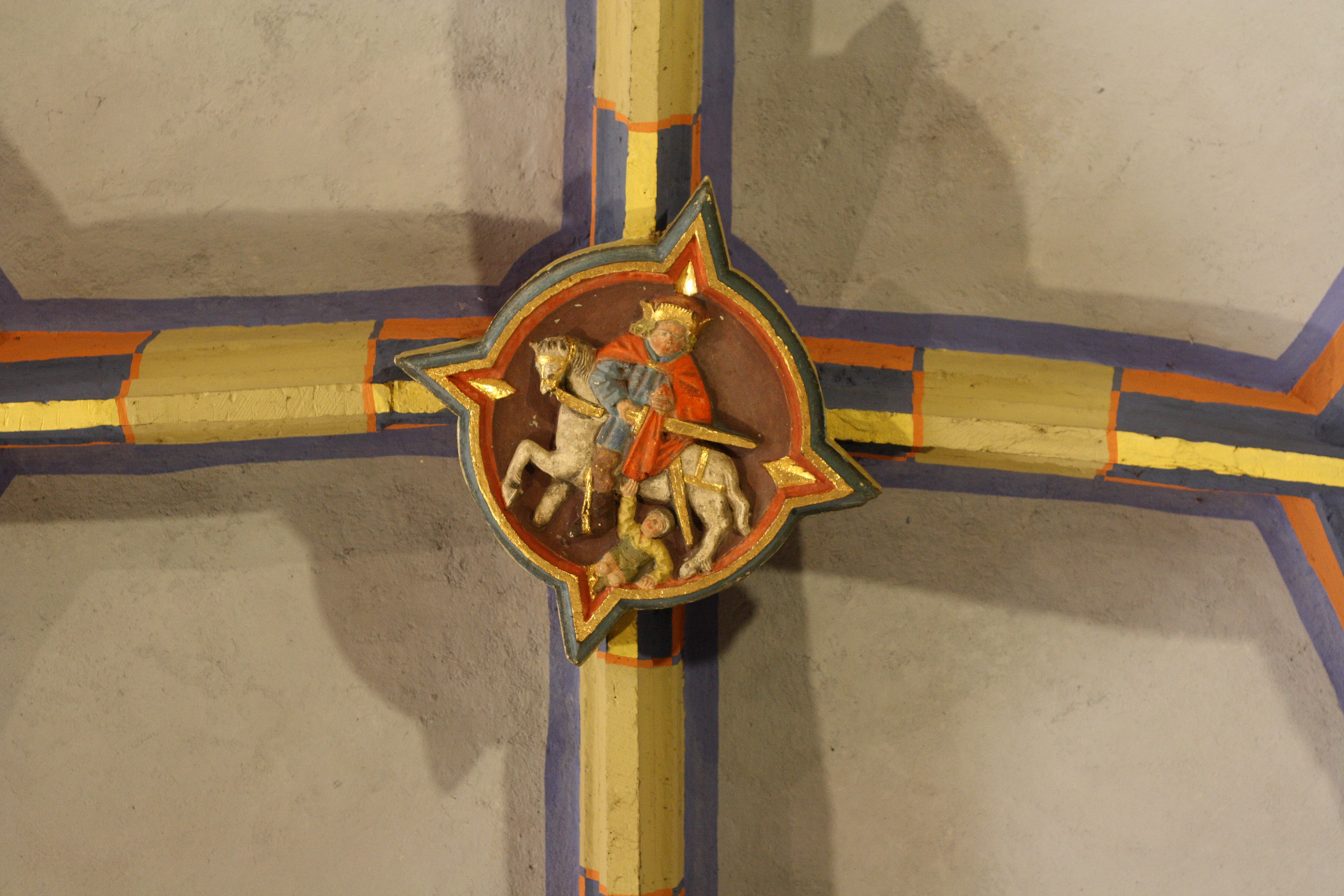
Sluitsteen van de heilige Martinus
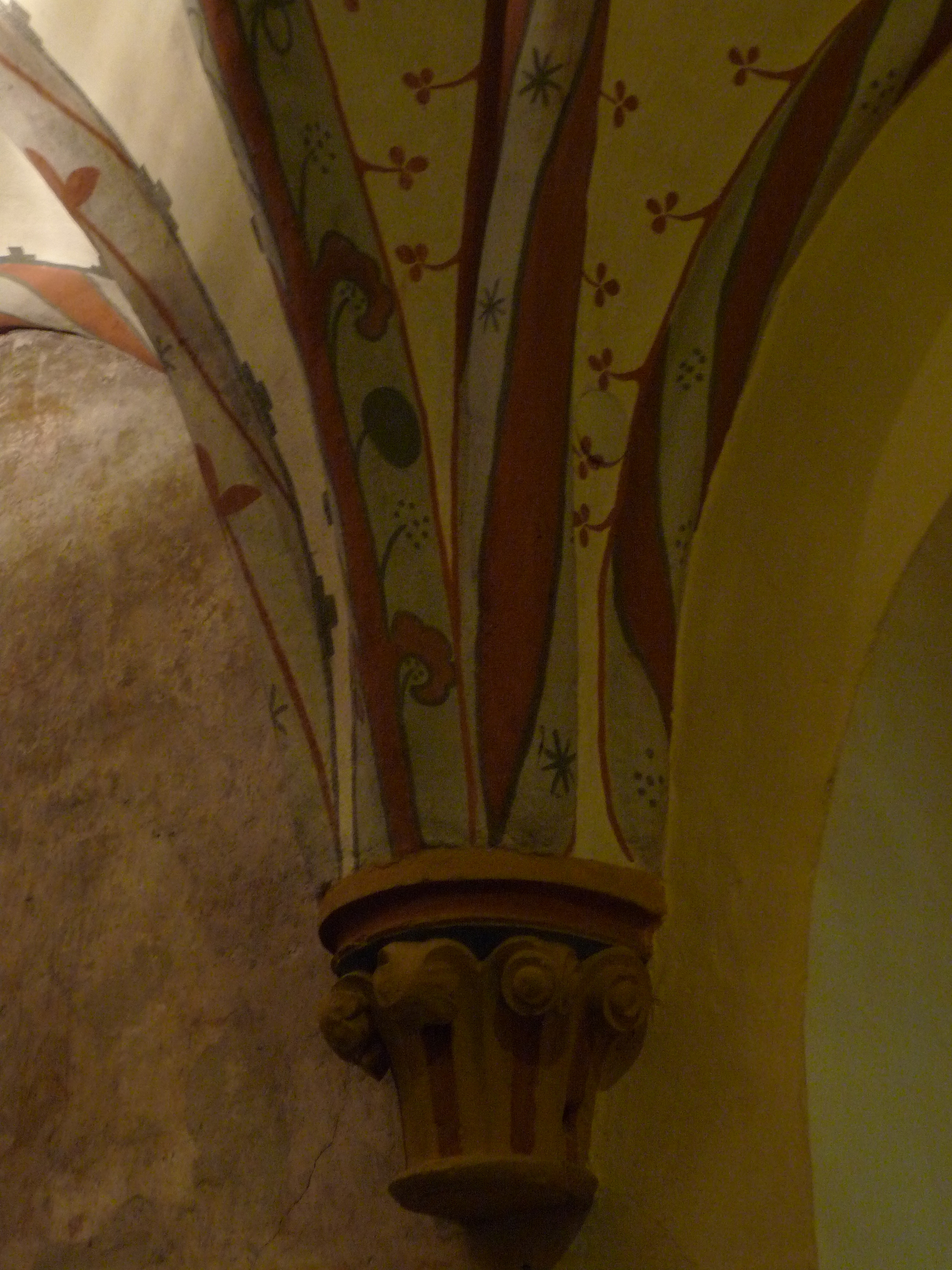
Gotische gewelfkap